# Aeroporto di Saranda
L'aeroporto di Saranda (ICAO: LASR) è stato un'aviosuperficie civile albanese situata 3,7 km ad est della città di Saranda, lungo la strada statale 99.
La struttura è dotata di una pista in erba, l'altitudine è di 34 m (112 ft).

## Storia
Nel gennaio 2024, il ministro delle infrastrutture albanese Belinda Balluku dichiarò in una conferenza stampa che il quarto aeroporto albanese sarebbe stato costruito nella già esistente aviosuperficie di Argirocastro, anziché a Saranda come precedentemente dichiarato nel 2022 dal primo ministro Edi Rama. La ragione addotta fu che vi era infrastruttura già esistente in grado di collegare le due città in 45 minuti.
Attualmente, l'aviosuperficie sembra essere abbandonata, a giudicare dalle immagini satellitari.